# Love & Sleep
Love & Sleep je fantasy román Johna Crowleyho z roku 1994. Jedná se o druhý román ze série Ægypt a pokračování Crowleyho románu The Solitudes z roku 1987. Hlavní postava, Pierce Moffett, v něm pokračuje v knižním projektu započatém v The Solitudes, přičemž se při psaní populárně-naučné knihy o renesanci a hermetismu zvláště zaměřuje na význam systémů myšlení –⁠⁠⁠⁠⁠⁠ včetně těch magických a údajně zastaralých.
Stejně jako předchozí román má i Love & Sleep čtyři hlavní dějové linie: dvě se odehrávají v současnosti a sledují především umělecké úsilí Pierce nebo Rosie Mucho, a dvě v době renesance, kde jsou zachyceny historicko-fiktivní činnosti Johna Dee, Edwarda Kelleyho a Giordana Bruna, jak je popisuje fiktivní spisovatel Fellowes Kraft. Rozdíl mezi těmito dvěma časovými rovinami je stylisticky zvýrazněn: dialogy v renesanční době jsou označeny pomlčkami, zatímco události ve 20. století běžnými anglickými uvozovkami.
Román byl v roce 1995 nominován na World Fantasy Award.

## Pozadí
Crowley původně zamýšlel nazvat román Ember Days a jeho vydavatel navrhl, aby byla první část, nazvaná „Genitor“, vydána jako samostatné dílo. Název románu je odkazem na renesanční román Hypnerotomachia Poliphili (v češtině známý jako Poliphilův boj o lásku ve snu), který Pierce v průběhu knihy čte a který tematicky román ovlivňuje – podobně jako předchozí díl inspirovala báseň Las Soledades. Název je také totožný s básní z roku 1866 od Algernona Charlese Swinburnea. Název se v románu objevuje během meditace postavy Beau Brachmana, která je stylizovaná jako filmový scénář ve stylu Williama Blakea se sedmnáctkovým pravopisem a častým používáním ampersandů (&).
Tento román je rozdělen podle druhé trojice astrologických domů: Genitor (rodiče), Nati (děti) a Valetudo (zdraví).

## Děj
Předchozí román je krátce zmíněn v první části knihy, nazvané „To the Summer Quaternary“, která působí jako synopse knižního projektu, který Pierce připravuje k možnému vydání.
Odtud se vyprávění náhle přesouvá do Piercova dětství, popisujícího jeho raný život s bratranci poblíž pohoří Cumberland v Kentucky. Jednoho dne, při čištění popela po pálení odpadu, Pierce spatří, jak několik uhlíků uteče a způsobí menší lesní požár. Jeho starší bratranec Joe Boyd okamžitě svede vinu na Pierce, což se v konverzacích objevuje po zbytek románu. Kvůli této události bývá Pierce často vylučován z tajných klubů, které Joe Boyd zakládá se svými sourozenci. Po smrti Pierceovy tety a matky jeho bratranců, Opal Oliphant, děti ani nechodí do školy, ani nejsou vyučovány doma – Sam Oliphant místo toho objednává velké množství knih ze státní knihovny, aby je zaměstnal. Pierce se nadchne pro encyklopedie mytologie a okultismu a nakonec si sám vytvoří vlastní mytologii, kterou představí svým bratrancům v rámci tajného klubu nazvaného Invisible College, který soupeří s Joe Boydovým klubem. Sam nakonec pro děti zařídí učitelku – místní jeptišku, sestru Mary Philomel, která je striktně vyučuje tradičnímu katolicismu, navzdory Samovu odporu k náboženství. Na krátkou dobu děti tajně ukrývají v domě dívku jménem Bobby Shaftoe. Plán se však zvrhne, když Bobby vážně onemocní a nakazí i ostatní děti. V tomto bodě jsou nuceni Samovi prozradit, že ji ukrývali. Její otec Floyd si ji nakonec odvede. Když se děti pokusí navštívit Bobby u ní doma, Floyd je vyděsí apokalyptickými hrozbami.
V části odehrávající se v renesanci je odhaleno, že Giordano Bruno bezpečně dorazil do Anglie a žije v domácnosti Johna Floria. Bruno se účastní diplomatických setkání s Floriem a nakonec přednáší na univerzitě v Cambridge (téměř přijde o představení Dido, Queen of Carthage). Seznamuje se s Johnem Dee, který je ohromen Brunovou intelektuální odvahou a pozve ho k sobě domů. Dee a Edward Kelley následně náhle opouštějí Anglii, když následují nadpřirozenou bytost z předchozího románu, Madimi, na kontinent, až ke dvoru Rudolfa II., který je pověří vytvořením alchymistického kamene.
V přítomnosti Pierce pokračuje v práci na své knize, kde zkoumá různé systémy myšlení a jejich možné moderní aplikace. Zároveň jeho soused Beau Brachman nezávisle narazí na mnohá stejná témata, včetně hermetismu, ovšem interpretuje je skrze silný „new-age“ pohled. Rosie Mucho pokračuje v rozvodových řízeních se svým manželem Mikem Muchem a postupně mu začne důvěřovat v péči o jejich dceru Sam. Mike rozšiřuje svou psychoterapeutickou praxi o zkoumání spekulativních náboženských praktik se svými pacienty. Rosie je však velmi rozrušená zhoršujícím se zdravím Boneyho Rassmussena, který se snaží najít Kámen mudrců, jehož existenci v Praze mu za života naznačoval Fellowes Kraft. Krátce poté Boney umírá a zanechává závěť plnou nemožných přání, například aby byl pohřben na soukromém poli, které nevlastnil, a aby celý jeho majetek připadl dívce jménem „Una Knox“, která zdánlivě neexistuje. V této době Rosie hledá útěchu u Pierce, který ji podporuje během pohřebních obřadů. Nakonec je Pierce znechucen svým knižním projektem a přijímá grant od Kraftovy nadace, aby mohl podniknout výzkumnou cestu do Prahy.

## Postavy
Jak bylo uvedeno dříve, román sleduje postavy jak v současnosti, tak i ty z historických románů Fellowese Krafta.

#### Postavy v současnosti
- Pierce Moffett – Hlavní hrdina románu. Během práce na své knize se zvlášť zajímá o to, jak mohou být minulé systémy vědění, včetně magie, nadále relevantní i v současnosti.
- Rosie Ryder – Pierceova milenka v průběhu románu.
- Rosie Mucho – Pierceova blízká přítelkyně. Po celý román se potýká s rozvodem se svým manželem a smrt Boneyho ji zasáhne nejvíce.
- Boney Rassmussen – Nájemník na pozemcích Fellowese Krafta. Jeho smrt vyvolá ke konci románu mnoho problémů pro ostatní postavy.

#### Postavy z Pierceova dětství
- Sam Oliphant – Pierceův sarkastický a nábožensky laděný strýc. Je lékařem, který se přestěhoval do Kentucky spíše z dobročinnosti než kvůli finančnímu zisku. Jeho žena Opal zemře po narození jejich tří dětí, načež se Pierceova matka s Piercem přestěhuje z New Yorku, aby spravovala domácnost.
- Winnie Oliphant – Pierceova matka. Po rozchodu s Piercovým otcem Axelem se přestěhuje do Kentucky.
- Hildy, Bird, Warren a Joe Boyd – Pierceovi bratranci v Kentucky. Zakládají tajný klub a později společný svět zvaný Invisible College.
- Sestra Mary Philomel – Jeptiška a členka fiktivního řádu Pacific Order of the Most Holy Infant. Řád vznikl během protireformace a je zasvěcen zjevení Dítěte Ježíše, které se údajně objevilo v renesanční Praze.
- Bobby Shaftoe – Dívka, kterou děti tajně ukrývají ve svém domě. Je dcerou Floyda Shaftoea, který si ji později odvede zpět. Rodina žije v chudobě a vyznává apokalyptický fundamentalistický křesťanský směr, neustále odkazující na blízký soudný den. Její jméno odkazuje na anglickou lidovou píseň.

#### Postavy renesance
- John Dee – Alžbětinský kryptograf, lékař, alchymista a věštec. Spolu s Edwardem Kelleym následuje dítěti podobnou bytost Madimi až na dvůr Rudolfa II.
- Madimi – Dítěti podobná bytost z „Prologu v nebi“ z předchozího románu, která vede Deeho a Kelleyho do Prahy na dvůr Rudolfa II.
- Císař Svaté říše římské Rudolf II. – Papežem korunovaný „Jedinečný a univerzální panovník celého širokého světa“,[5] který pověřuje Deeho a Kelleyho vytvořením mystického kamene z „Filozofického zlata“.
- Giordano Bruno – Dominikánský mnich, nyní žijící v Anglii u Johna Floria. Získává přízeň šlechticů a způsobuje rozruch mezi náboženskými učenci.
- Edward Kelley – Deeův asistent, známý také pod jménem Edward Talbot. Dee mu však neustále nedůvěřuje.

V historické části se krátce objevují i Sir Philip Sidney a John Florio.

## Přijetí
Román obdržel vřelé recenze, například v The New York Times, kde kritik (shodou okolností jménem Jonathan Dee) ocenil román za propojení historických a narativních linií.
Americký básník James Merrill, který Crowleyho objevil krátce před svou smrtí, přečetl knihu ještě v rukopise a jeho pochvalná slova byla použita na obálce knihy. Harold Bloom zařadil román do posledního „Chaotického kánonu“ v dodatcích ke své knize The Western Canon.
James Hynes později poznamenal, že jednotlivé díly série byly špatně propagovány a ani Crowley, ani jeho nakladatelé nezdůrazňovali, že druhý a třetí díl jsou pokračování. Hynes uvedl, že ti, kdo si byli vědomi, že jde o sérii, romány široce a s respektem recenzovali. Ostatní, kteří to nevěděli, považovali román za zmatený. Jedna taková recenze vyšla v The Atlantic, kde bylo uvedeno, že příběhy z renesance a současnosti jsou zcela nepropojené, a poznamenali: „ani vlkodlaci by v těchto postavách nenašli žádnou krev“. Crowley sám později tuto recenzi označil za „nejdrzejší recenzi, jakou kdy dostal“.